# アンドレア・マジエッロ
アンドレア・マジエッロ（Andrea Masiello，1986年2月5日 - ）は、イタリア・ヴィアレッジョ出身のサッカー選手。FCズュートティロール所属。ポジションはディフェンダー。

## 経歴
2003年2月9日、セリエC1・ルッケーゼにてデビュー。
2006年、一連のカルチョ・スキャンダルにより、当時所属していたユヴェントスが財政難に陥り複数の選手の整理を余儀なくされた。マジエッロの所有権はシエナやジェノアに分割され、その後ローンでバーリに渡る。
アタランタに所属していた2011-12シーズン中、レッチェとのダービーマッチで意図的にオウンゴールをして金を受け取り、八百長容疑により捕まり、2年5ヶ月の出場停止となった。
2020年1月29日、ジェノアに完全移籍した。
2022年9月5日、セリエBのズュートティロールに1年契約で加入した。

## タイトル

### クラブ
バーリ
- セリエB：2008-09